# Observatorio de Pianoro
El Observatorio de Pianoro es una instalación astronónomica particular situada en la ciudad italiana de Pianoro, unos 17 km al sur de Bolonia. Se trata de un telescopio de 25 cm de diámetro del tipo Schmidt-Cassegrain, que fue propiedad del astrónomo italiano Vittorio Goretti (1939-2016), con un amplio historial en su haber en la localización de asteroides y trayectorias cometarias.
Tiene asignado el código 610 de la Unión Astronómica Internacional.

## Líneas de trabajo
El observatorio mantuvo cuatro líneas de trabajo principales:
1. Seguimiento de asteroides próximos a la Tierra.
2. Seguimiento de asteroides numerados con observaciones escasas en los últimos años.
3. Seguimiento de asteroides del cinturón principal próximos a ser numerados.
4. Fotometría de asteroides.

Hasta el fallecimiento de Goretti, estuvo colaborando con el Minor Planet Center y con la Spaceguard Foundation en el seguimiento de asteroides cercanos a la Tierra hasta la magnitud 18.